# Казус Кукоцкого (телесериал)
«Казус Кукоцкого» — российский двенадцатисерийный телевизионный фильм 2005 года режиссёра Юрия Грымова, экранизация одноимённого бестселлера Людмилы Улицкой, лауреата премии «Русский Букер» (2001).
Релиз телесериала на DVD осуществил лейбл «Мистерия звука» 3 сентября 2009 года.

## Сюжет
СССР. Середина XX века. Генетика объявлена лженаукой. «Лысенковщина». Похороны Сталина, оттепель Хрущёва…
На фоне всех этих событий — жизнь талантливого гинеколога, потомственного хирурга Павла Алексеевича Кукоцкого, одарённого от природы даром видеть человека и диагностировать его проблемы в организме. Однако дар существенно ослабевает или вовсе пропадает после употребления плотной еды или сексуального контакта. Единственной женщиной, от которой внутреннее зрение остаётся в порядке, оказывается его пациентка Елена, попавшая к нему на операционный стол в очень тяжёлом состоянии. После чудесного спасения Елена переселяется к нему с дочкой Таней и няней Василисой.

## В ролях
- Юрий Цурило — Павел Алексеевич Кукоцкий
- Елена Дробышева — Елена Флотова, жена Кукоцкого
- Мария Кузнецова — Василиса Гавриловна
- Чулпан Хаматова — Танечка, дочь Елены; Женя — дочь Танечки
- Марина Богомолова — Таня (11 лет)
- Екатерина Аманова — Танечка (4 года)
- Наталья Тетенова — Тома Полосухина
- Елизавета Гаврикова — Тома в детстве
- Максим Коновалов — Семён, брат Томы
- Карэн Бадалов — Илья Гольдберг
- Антон Эльдаров — Гена / Виталий Гольдберг
- Любовь Руденко — первая Валентина
- Екатерина Федулова — вторая Валентина
- Анастасия Мельникова — Ирина Ивановна Елисеева
- Денис Шевченко — ассистент Кукоцкого
- Людмила Полякова — Конягина, министр здравоохранения
- Юрий Красков — Ованесов
- Армен Джигарханян — Исаак Вениаминович Кецлер, детский врач
- Лариса Лужина — учительница Тани
- Тагир Рахимов — учитель физкультуры
- Борис Клюев — Гансовский, профессор
- Татьяна Кузнецова — Марлена Сергеевна, ведущий сотрудник лаборатории
- Раиса Рязанова — Лилия Анатольевна, врач-гинеколог в больнице в Ленинграде
- Алексей Жарков — бомж
- Ольга Лапшина — бомжиха
- Павел Баршак — Сергей Зворыкин, возлюбленный Тани, саксофонист в джазовой группе
- Андрей Щенников — Александров, ударник в джазовой группе
- Илья Любимов — Гарик Габриелян, пианист в джазовой группе
- Алексей Нестеренко — Пётр
- Алексей Баталов — закадровый текст
- Анатолий Дзиваев — Гасан (нет в титрах)
- Софья Ануфриева — роженица
- Елена Супрун — Вика Коза, приятельница Тани, ювелир

## Съёмочная группа
- Сценаристы:
  - Людмила Улицкая
  - Дмитрий Котов
  - Юрий Грымов
- Режиссёр-постановщик: Юрий Грымов
- Оператор: Алексей Федоров
- Композиторы:
  - Андрей Феофанов
  - Александр Журавлёв
  - Вагиф Зейналов
  - Евгений Скрипкин
  - Александр Афанасьев
  - Алексей Артишевский
  - Сергей Грошев
  - Дина Мигдал
- Художники:
  - Юрий Грымов
  - Владимир Донсков
- Продюсеры:
  - Юрий Грымов
  - Сергей Никольский
  - Аркадий Цимблер

## Создание
Я и не думала об экранизации, но Юрий Грымов рассказал мне, как он видит эту историю в кино, и мне показалось это очень интересным. Кроме того, он обладает, как мне кажется, не только очень выразительным, зрелым и ярким киноязыком, он вообще умеет разговаривать на языке массовой культуры, и это представляется мне чрезвычайно важным.— Л. Улицкая, 

Я в каждом кадре пытался создать ощущение того, что серп и молот давят в окно. Я хотел передать страх, который витает в воздухе, даже когда очевидных репрессий нет, хотел донести до зрителя мысль о деградации генофонда, о победе серой массы над людьми с большой буквы.— Ю. Грымов, 

Перед съёмками "Казуса" я ходил на акушерские курсы. Нельзя просто так начинать проект, когда затрагиваются такие сложные темы — аборты, гинекология... Мне было важно понять отношения врача к рожающей женщине. Ведь женское тело намного сложнее и совершеннее, чем мужское. Женщина становится космосом, собираясь подарить миру нового человека.— Ю. Грымов, 
Презентация фильма прошла в московском мультиплексе «Октябрь». Специально для этого фойе кинотеатра декорировали гинекологическими креслами и столами с инструментарием в эмалированных лотках. В гардеробе выдавали белые халаты.
В своём обращении на презентации фильма Юрий Грымов отметил:

"Я два года ждал, чтобы сказать актерам, какие они прекрасные. До этого я такого им не говорил. Извините, что так долго".— Ю. Грымов, 
Режиссёр утверждает, что создал не сериал, а фильм длиною в 8 часов. Премьерный показ проходил в двух залах: полная версия — в одном; авторский вариант, продолжительностью два с половиной часа — в другом После нескольких переносов телевизионная премьера состоялась весной 2006 года в дневном эфире телеканала НТВ..

## Награды и номинации
- 2006 — Фестиваль Prix Europa (англ. Prix Europa) (Берлин). Номинант основного конкурса[8].
- 2007 — «Ника за 2006 год». Специальный приз Совета Академии «За творческие достижения в искусстве телевизионного кинематографа». Юрий Грымов за фильм «Казус Кукоцкого»[9].